# Нідерштеттен
Нідерштеттен (нім. Niederstetten) — місто в Німеччині, знаходиться в землі Баден-Вюртемберг. Підпорядковується адміністративному округу Штутгарт. Входить до складу району Майн-Таубер.
Площа — 104,06 км2. Населення становить 4800 ос. (станом на 31 грудня 2020).